# 阿尼亚乡
阿尼亚乡，曾是爱沙尼亚西北部哈尔尤县的一个乡村型市镇。总面积520.94平方公里，总人口6,197 （2012年1月），人口密度11.9人/平方公里。
行政中心位于凯赫拉。
2017年10月，旧的阿尼亚市镇与阿埃格维杜市镇合并成新的阿尼亚市镇。

## 行政区划
阿尼亚市镇辖有31个村。